# Christian Adolph Overbeck

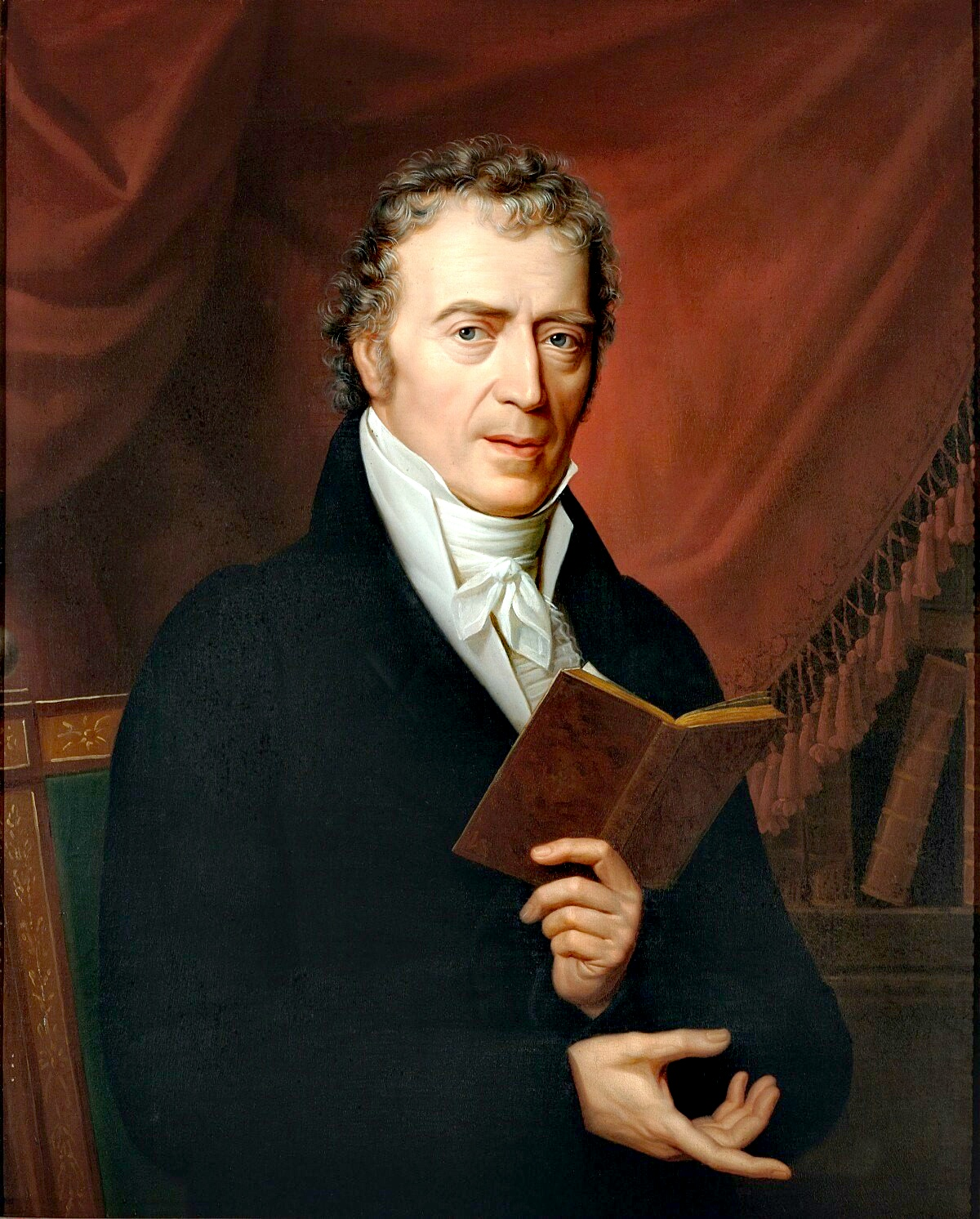
Christian Adolph Overbeck. Porträt von R. Suhrlandt, 1818

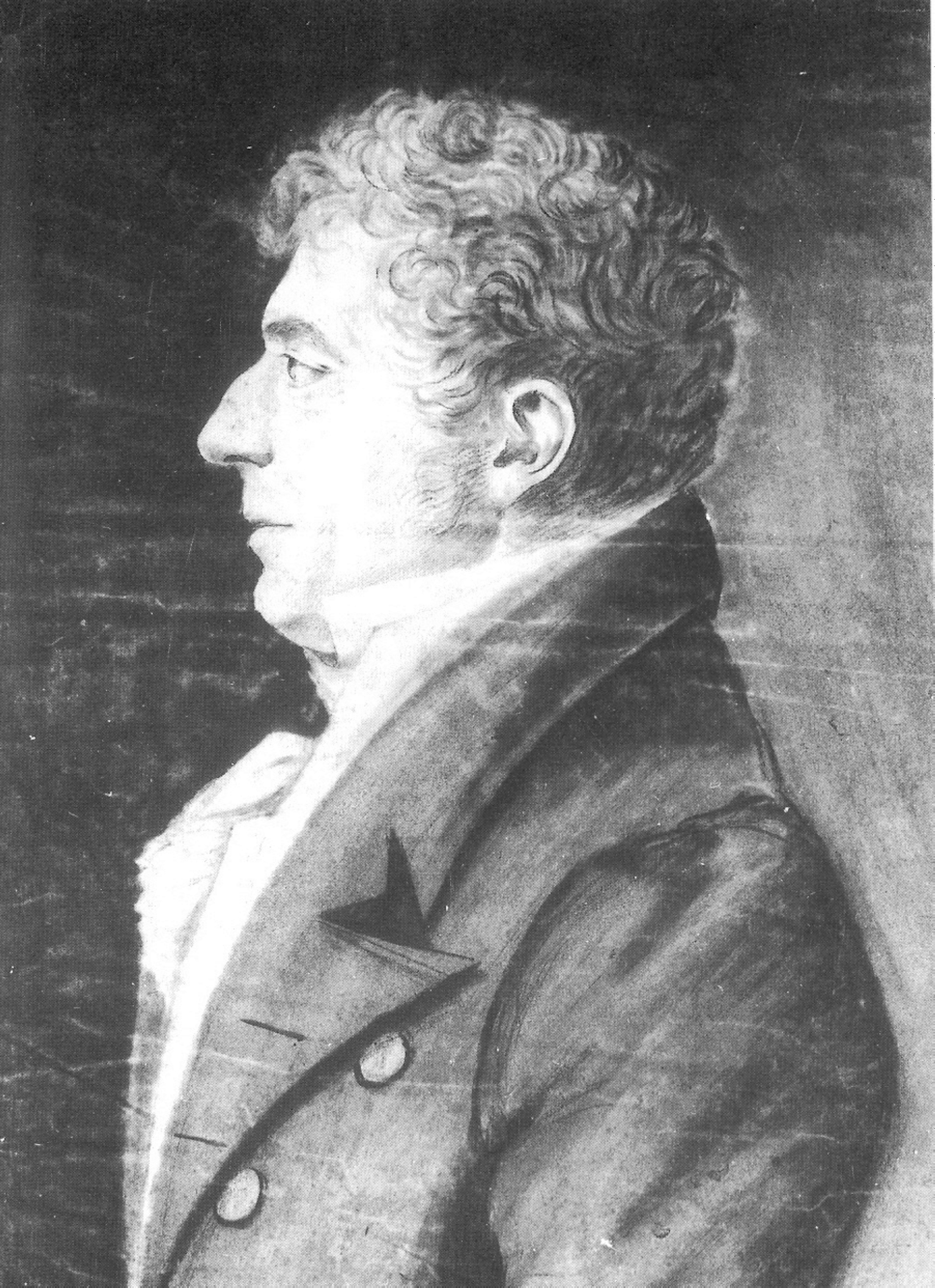
Christian Adolph Overbeck (Zeichnung von Johann Friedrich Overbeck)

Christian Adolph Overbeck (* 21. August 1755 in Lübeck; † 9. März 1821 ebenda) war ein deutscher Diplomat, Dichter, Aufklärer und Bürgermeister der Hansestadt Lübeck.

## Leben

### Herkunft und Familie
Overbeck war Sohn des Advokaten und Konsulenten des Schonenfahrerkollegiums zu Lübeck Georg Christian Overbeck (1713–1786) und der Eleonora Maria Jauch (1732–1797) sowie Enkel des Superintendenten Caspar Nikolaus Overbeck (1670–1752). Er war Neffe des Rektors des Katharineums Johann Daniel Overbeck (1715–1802). Overbeck heiratete 1781 die vermögende Lübeckerin Elisabeth, verwitwete Kretschmer, geb. Lang (1753–1820), deren Familie ursprünglich aus Nürtingen stammte und dort gemeinsame Vorfahren mit Friedrich Hölderlin und Ludwig Uhland aufweist. Zu den Söhnen des Paares gehörten der Oberappellationsgerichtsrat Christian Gerhard Overbeck und der Maler Friedrich Overbeck (1789–1869); die älteste Tochter Elisabeth (Betty) heiratete den Pädagogen Johann Heinrich Meier, die Tochter Charlotte heiratete den Orthopäden Matthias Ludwig Leithoff. Einer seiner Enkel war der Archäologe Johannes Adolph Overbeck (1826–1895). Eine Urenkelin war die Schriftstellerin Cilla Fechner.

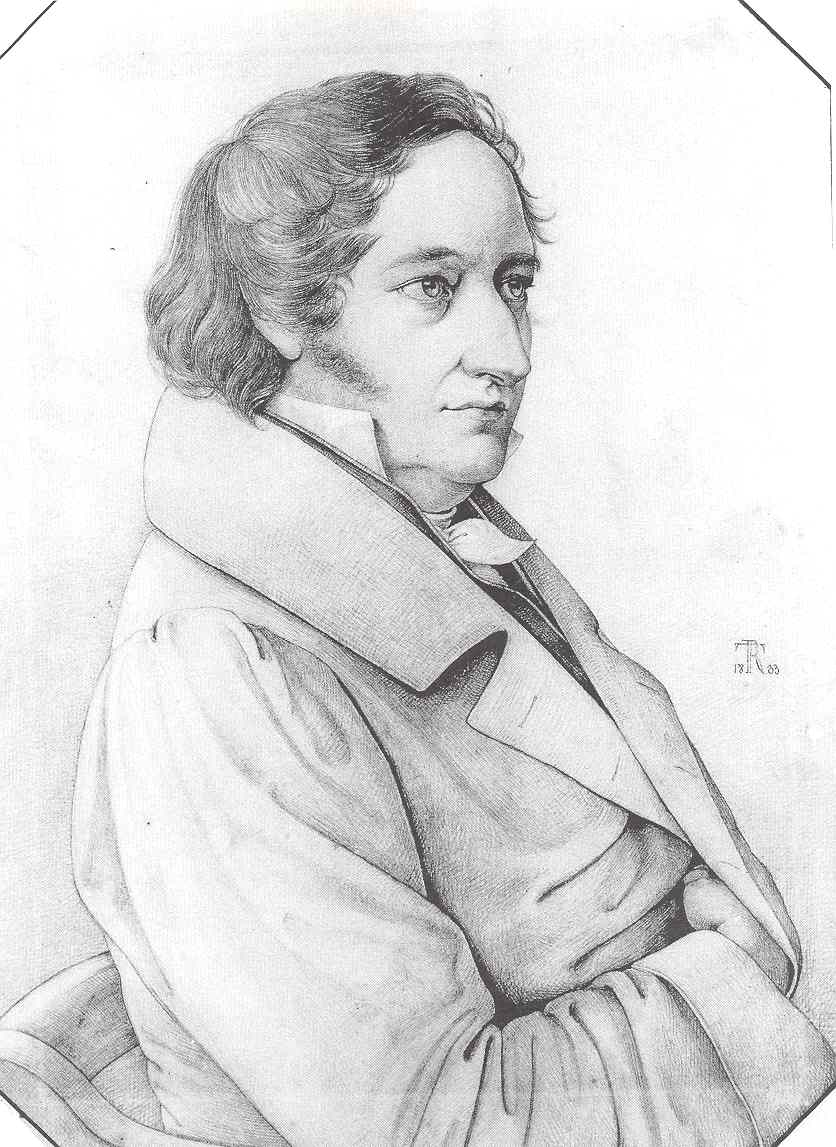
Christian Gerhard Overbeck (Theodor Rehbenitz, 1833)
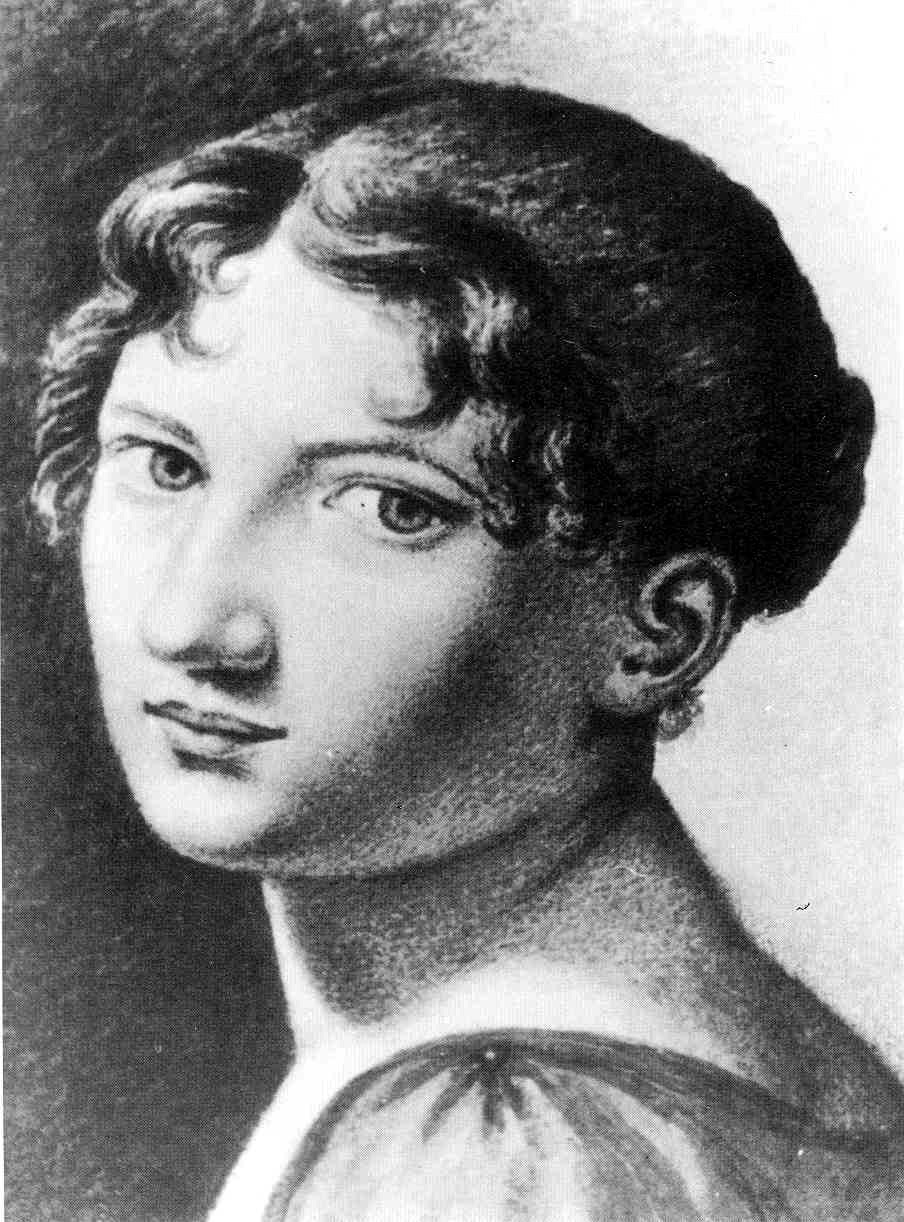
Charlotte Overbeck (Friedrich Overbeck, Sepia/Wasserfarben, 1806)
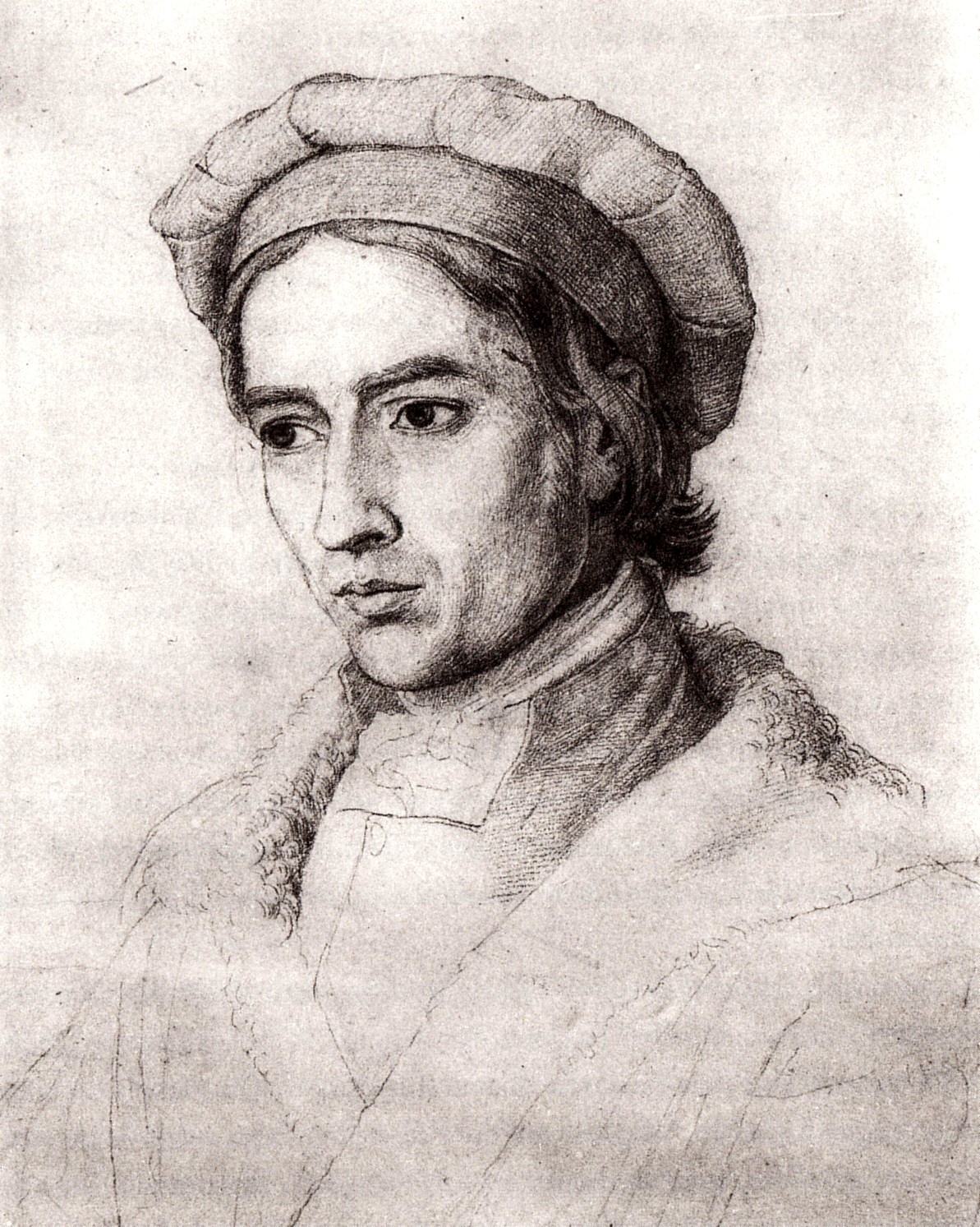
Johann Friedrich Overbeck (Selbstbildnis, um 1830)

### Ausbildung
Dem Besuch des Katharineums zu Lübeck, dessen Rektor sein Onkel Johann Daniel Overbeck (1715–1802) war, folgte 1773–1776 das Studium der Rechte an der Universität Göttingen, begleitet von dem Besuch philosophischer, mathematischer, naturgeschichtlicher und historischer Vorlesungen. Overbeck war in seiner Göttinger Zeit dem Hainbund eng verbunden, ohne Mitglied zu sein. 1788 erlangte Overbeck seine Promotion zum Dr. iur. utr.

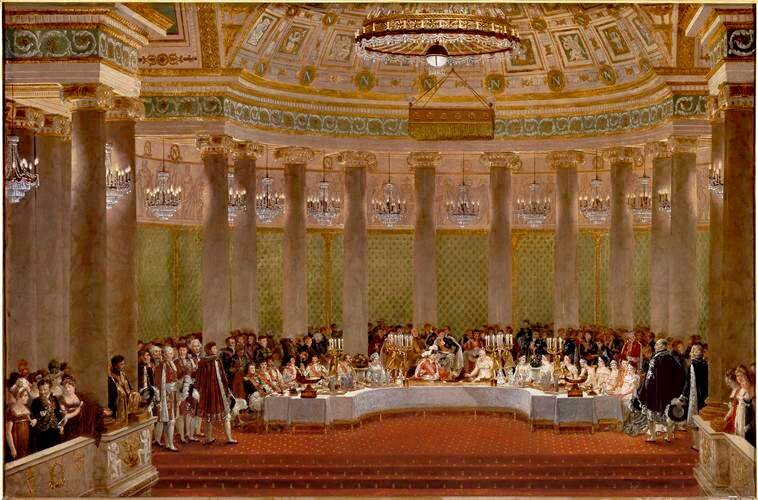
Festbankett zur Hochzeit Napoleons I. mit Marie-Louise 1810 im Salle de spectacle im Palais des Tuileries: Christian Adolph Overbeck nahm als Gesandter Lübecks an der Hochzeit im Louvre und dem anschließenden Bankett teil. Er merkte ironisch an: „Quaeque et pulcherrima vidi, et quorum pars parva fui.“

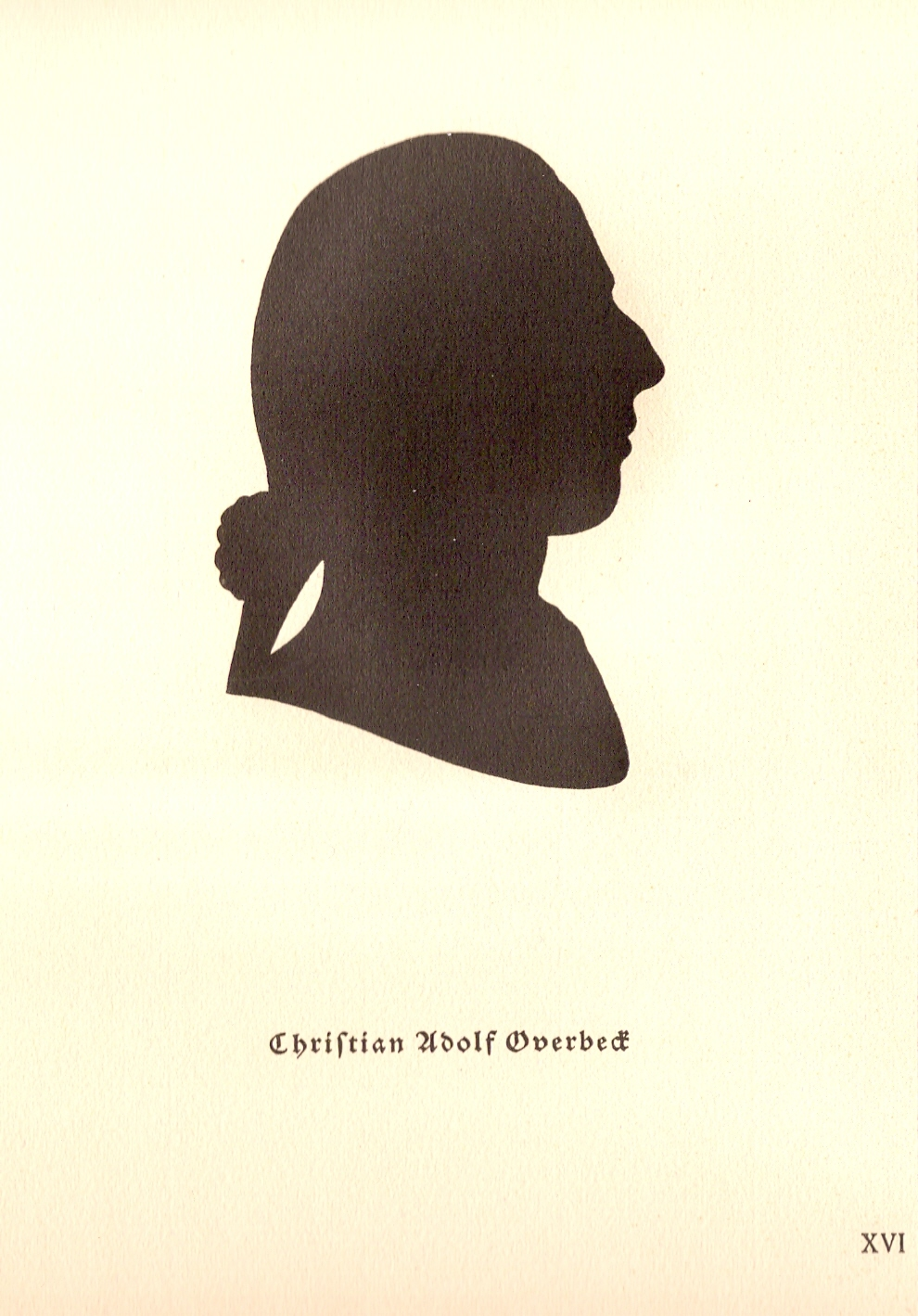
Schattenriss Overbecks aus der Sammlung seines Freundes Johann Heinrich Voß

### Beruflicher Werdegang
1776 scheiterte Overbecks Gründung einer „Erziehungsanstalt für Knaben“ in Bremen nach dem Vorbild Joachim Heinrich Campes. 1776 begann er seine juristische Laufbahn als Advokat in Lübeck und wurde 1779 zum Obergerichtsprokurator in Lübeck berufen. 1792 wurde er zweiter Syndikus des Domkapitels Lübeck und 1799 Konsulent des Schonenfahrer-Compagnie, des sog. „Schüttings“, eine Funktion, die schon sein Vater Georg Christian Overbeck (1713–1786) ausgeübt hatte. 1800 folgte seine Berufung zum Senator. 1804 war er Vertreter Lübecks in St. Petersburg, 1808/1809, 1810 und 1811 Vertreter Lübecks in Paris, wobei er an der Hochzeit Napoléons mit Marie-Louise von Österreich teilnahm. Er merkte mit hanseatischer Distanz an: „'Einem größeren Fest, sagte Baron Lützow zu mir auf der Tribüne, werden Sie in Ihrem Leben nicht beiwohnen.'; und ich gab ihm vollkommenes Recht; doch nicht ohne einige Mentalreservation.“
Während der Zugehörigkeit Lübecks zu Frankreich in der Lübecker Franzosenzeit nahm er das Amt eines Receveur de la caisse communale wahr. 1814 folgte schließlich seine Berufung zum Bürgermeister von Lübeck.

### Außerberufliches Engagement
Am 16. Oktober 1776 wurde Overbeck Mitglied der Freimaurerloge Zum goldenen Zirkel in Göttingen und trat am 31. März 1777 in die Lübecker Loge Zum Füllhorn über. 1779 war er Mitstifter der Lübecker Loge Zur Weltkugel. Er war Illuminat unter dem Namen Anacreon. 1789 war er Mitbegründer und 1791 wie 1794–1797 Direktor der „Gesellschaft zur Beförderung gemeinnütziger Tätigkeit“. Zudem wirkte er als Präses der Bibelgesellschaft.

## Bedeutung
Overbeck charakterisieren sein diplomatisches Geschick in der Lübecker Franzosenzeit und sein juristisches Können bei der Reorganisation der Lübecker Verfassung und Finanzen nach den Kriegsjahren. Er zeichnete sich aus durch seine aufgeklärte Geisteshaltung bei den Reformen auf dem Gebiet von Schule, Kirche und Armenwesen. Daneben zeigte er künstlerisches Talent als Komponist und Liederdichter u. a. 'Komm lieber Mai, und mache...'. Bemerkenswert ist seine Sprachbegabung in Übersetzungen griechischer und lateinischer Oden, französischer Dramen und englischer Reiseliteratur.

## Ehrungen
An ihn erinnert die Overbeckstraße in Lübeck, nördlich des St.-Jürgen-Rings.

## Zitate
- „Auch dieser große Hanseat, der während der französischen Besatzung die Lübecker Interessen in Paris vertrat und sich überhaupt um das Wohl und Wehe seiner Vaterstadt ausserordentlich verdient machte, ist ein Beispiel für den verantwortungsbewussten Musterbürger am Ausgang des 18. Jahrhunderts, dem der „hanseatische“ Mythos so vieles verdankt.“[4]
- „the model of a gentleman“[5]

## Werke

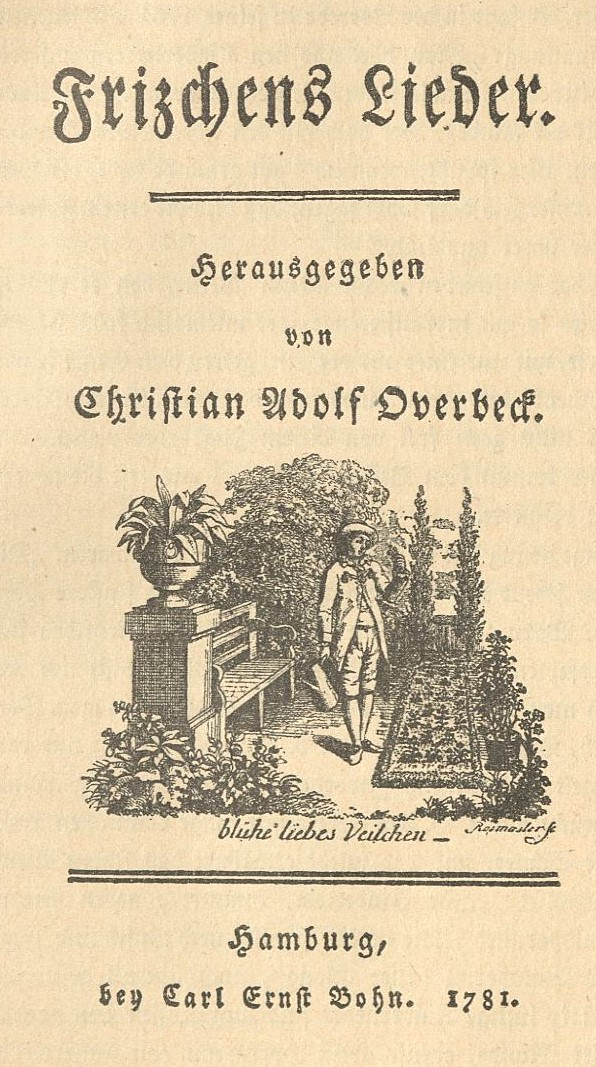
Frizchens Lieder

- 1781 Fritzchens Lieder, darunter Komm, lieber Mai, und mache, vertont von Wolfgang Amadeus Mozart (Digitalisat der Neuausgabe 1831 in der Google-Buchsuche)
- 1781 Lieder und Gesänge mit Klaviermelodien
- Johann Baptist Pergolesi's Salve Regina im Klavierauszuge mit deutscher Parodie. Zum Besten des Armeninstituts der Stadt Lübeck, Lübeck: In Commission by Christian Gottfried Donatius 1785 (Digitalisat, British Library)
- Der Sieg des Erlösers: eine Kantate. Text von Christian Adolph Overbeck, Musik von Ernst Wilhelm Wolf 1788 (RISM)

Digitalisat eines Partiturmanuskripts, Stadtbibliothek Lübeck
- 1794 Vermischte Gedichte
- 1800 Anakreon und Sappho (Digitalisat)
- 1800 Danket dem Herrn [für Chor und Orchester]. Digitalisat des Autographs, Mus A 15, Stadtbibliothek Lübeck
- 1803 (anonym) Leben Herrn Johann Daniel Overbecks, weyland Doctors der Theologie und Rectors des Lübeckischen Gymnasiums. Von einem nahen Verwandten, und vormaligen Schüler des Verewigten.
- unveröffentlichte Übersetzungen der Dramen „Cid“ und „Cinna“ von Pierre Corneille
- unveröffentlichte Übersetzungen von „Athalie“, „Bajazet“, „Berenice“ und „Britannicus“ von Jean Racine

## Porträts
- Overbeck, Friedrich: Bleistiftzeichnung 1806, Berlin, Kupferstichkabinett und Sammlung der Zeichnungen
- Overbeck, Friedrich: Kohle und schwarze Kreide vor 1806, Lübeck, Museen für Kunst und Kulturgeschichte
- Suhrland, R.: Ölgemälde, Abbildung bei Luchmann in: Biographisches Lexikon Schleswig Holstein X, 1994, S. 281ff